# Joseph Douglas Hunter
Pour les articles homonymes, voir Joseph Hunter et Hunter.
Joseph Douglas Hunter (27 août 1881-16 septembre 1970) est un homme politique canadien de la Colombie-Britannique. Il est député provincial conservateur de la circonscription britanno-colombienne de Victoria City de 1937 à 1941.
Hunter meurt à Victoria en septembre 1970 à l'âge de 89 ans.